# 宮里町 (薩摩川内市)
宮里町（みやざとちょう）は、鹿児島県薩摩川内市の町。旧薩摩国薩摩郡隈之城郷宮里村、薩摩郡隈之城村大字宮里、薩摩郡川内町大字宮里、薩摩郡川内町宮里町、川内市宮里町。郵便番号は895-0056。人口は1,796人、世帯数は900世帯（2020年10月1日現在）。

## 地理
薩摩川内市の西部、川内川の下流域に位置している。字域の北方には宮内町、五代町、南方には隈之城町、青山町、西方には高江町、東方には西開聞町、若松町、冷水町がそれぞれ接している。
字域の北方には川内川が東西に流れており、それに沿って鹿児島県道43号川内串木野線が通っている。県道43号沿線には清水、川畑、城、中央部に植松、堀之内の2集落が散在している。中央部を東西に流れ、川内川に合流する平良川流域に水田が広がっており、南東部には平ノ山台地の北東部に畑地がある。
地内の安養寺には「ニッデさあの墓」と呼ばれている安養寺丘古墳があるがある。

### 小字
小字は、上床、樋水、清水、月見田、植松、蒐袋、前田、堀之内、川畑、居園、中水流、下水流、中洲、北田、麦生田、志奈尾田、永原、日吉、宮田、中俣、西田、真菰田、甑園、砂畑、古城、平良、安養寺、下中須、猫岳、西牟田、岩崎、会下、溝添、志戸、池尻、鶴島、笠立、床並、永野、三滝平、三滝、西郷、永原、橋口、樋口、竹原、高山、石踊、車田、島田、福田、深稲葉、谷口山、高原、上高原、春花田、野中、奈瀬田、平畑、山口、井手元、柿迫、谷口、所ケ鼻、石水、綿打川、田平、大野、大谷、三日月、溜池平がある。

### 河川
- 川内川
  - 隈之城川
  - 平良川

## 地名の由来
宮里という地名の由来には主に以下の3説がある。
- 瓊々杵尊の宮居地があったことに由来するという説
- 屯倉があったことに由来するという説
- 対岸の宮内（現在の宮内町）にある八幡宮（新田神社）が古くは宮里の地にあったという説

## 歴史

### 成立から町村制施行まで
宮里という地名は平安時代の末期頃より郷名として見え、宮里郷は近世に入り隈之城郷宮里村となった。
江戸時代には薩摩国薩摩郡隈之城郷（外城）のうちとなり、村高は「御秘文雑集」及び「天保郷帳」では北郷宗次郎の分領として1,127石余とあり、「旧高旧領取調帳」では1,115石余であったとある。

### 町村制施行以後
1889年（明治22年）に町村制が施行され、隈之城郷の区域より隈之城村が成立し、それまでの宮里村は隈之城村の大字「宮里」となった。1929年（昭和4年）に隈之城村は平佐村、東水引村と新設合併し川内町の大字「宮里」となった。
1940年（昭和15年）2月10日に鹿児島県公報に掲載され、同日に施行された「 薩摩郡川内町、町名改稱竝區域變更」（鹿児島県告示）により「薩摩郡川内町大字宮里ヲ廢止シ其ノ區域ヲ宮里町（ミヤザトチヨウ）ト改稱ス」が鹿児島県知事によって許可され、薩摩郡川内町大字宮里の区域を以て川内町の町「宮里町」が設置された。翌日の2月11日には薩摩郡川内町が単独で市制施行し川内市となった。
2004年（平成16年）10月12日に川内市、東郷町、入来町、祁答院町、樋脇町、下甑村、上甑村、鹿島村、里村が新設合併し薩摩川内市が設置された。この市町村合併に伴い設置された法定合併協議会において川内市の町・字については「現行通りとする。」と協定されたため、名称の変更は行われずに薩摩川内市の町となった。

## 人口
以下の表は国勢調査による小地域集計が開始された1995年以降の人口の推移である。
| 年                 | 人口  |
| ------------------ | ----- |
| 1995年（平成7年）  | 2,283 |
| 2000年（平成12年） | 2,167 |
| 2005年（平成17年） | 1,977 |
| 2010年（平成22年） | 1,865 |
| 2015年（平成27年） | 1,892 |
| 2020年（令和2年）  | 1,796 |

## 施設

### 公共
- 川内川宮里公園
- 陸上自衛隊川内演習所

### 教育
- 清水丘保育園

## 小・中学校の学区
市立小・中学校の学区（校区）は以下の通りである。
| 町丁   | 小字 | 小学校                 | 中学校                     |
| ------ | ---- | ---------------------- | -------------------------- |
| 宮里町 | 全域 | 薩摩川内市立川内小学校 | 薩摩川内市立川内中央中学校 |

## 交通

### 道路
主要地方道
- 鹿児島県道43号川内串木野線